# Reflexiv relation
En reflexiv relation i matematiken är en binär relation R för en mängd X där alla element i X är relaterade till sig själva, det vill säga med matematisk notation:
{\displaystyle \forall a\in X,\ aRa}
Exempelvis är relationen "större än eller lika med" reflexiv, men inte relationen "större än"
En irreflexiv relation är en relation där a R a inte gäller för något element, det vill säga:
{\displaystyle \forall a\in X,\ \lnot (aRa)}